# Пертикара (Римини)
Пертикара је насеље у Италији у округу Римини, региону Емилија-Ромања.
Према процени из 2011. у насељу је живело 633 становника. Насеље се налази на надморској висини од 641 м.